# Dermestes haemorrhoidalis
Dermestes haemorrhoidalis là một loài bọ cánh cứng trong họ Dermestidae. Loài này được Küster miêu tả khoa học năm 1852.